# 會理倉聖宮
會理倉聖宮位於四川省涼山州會理縣，文物遺址年代判定為清。2012年7月16日公佈為第八批四川省文物保護單位。
會理倉聖宮位於四川省涼山彝族自治州會理縣城關鎮會理縣第二小學內。倉聖宮現存建築為清光緒年間所建。建築座北向南，復四合院佈局，沿軸線由兩道山門、照壁、大門、前殿、後殿及前後院東西廂房、垂帶式踏道等組成的，面積2280平方米。會理倉聖宮是為供奉和祭祀傳說中創造漢字的始祖倉頡而建，融合了川滇古城建築的風格，規模較大，保存完整，木構件裝飾雕刻精美，具有較高的藝術價值。2006年，會理倉聖官被會理縣人民政府公佈為縣級文物保護單位。